# 108 Pułk Piechoty (Imperium Rosyjskie)
108 Saratowski pułk piechoty (ros. 108-й пехотный Саратовский полк) – oddział piechoty armii Imperium Rosyjskiego.

## Charakterystyka
Sformowany w 1797. Stacjonował między innymi w m. Olita. Nosił nazwy: Saratowski pp (1811–1833).

 W przededniu I wojny światowej pułk etatowo posiadał cztery bataliony po cztery kompanie oraz kompanię tyłową. Kompania piechoty czasu wojny liczyła około 240 żołnierzy i 4–5 oficerów. Na szczeblu pułku występował także pododdział karabinów maszynowych (8 km), łączności (w tym 14 konnych gońców i 21 telefonistów) i zwiadowczy (64 zwiadowców, w tym 4 kolarzy). W sumie pułk liczył około 4000 żołnierzy.
Rozformowany w 1918.

## Podporządkowanie
Lipiec 1914:
- 3 Korpus Armijny – Wilno[8]
  - 27 Dywizja Piechoty – Wilno
    - 2 Brygada Piechoty – Wilno
      - 108 pułk piechoty – Olita